# 1179 Mally
1179 Mally је астероид главног астероидног појаса чија средња удаљеност од Сунца износи 2,616 астрономских јединица (АЈ).
Апсолутна магнитуда астероида је 12,9 а геометријски албедо 0,091.